# Ragnar Skanåker
Ragnar Skanåker, vlastním jménem Karl Ragnar Eriksson (* 8. června 1934 Stora Skedvi), je bývalý švédský reprezentant ve sportovní střelbě, specialista na pistolové disciplíny.
Pochází z farmářské rodiny, od roku 1952 působil ve švédském letectvu a zúčastnil se mise Organizace spojených národů v Kongu, po odchodu z armády provozoval benzinovou pumpu. V letech 1972 až 1996 startoval na sedmi olympijských hrách v řadě (dostal také divokou kartu na LOH 2004, ale Švédský olympijský výbor ho s odvoláním na slabou výkonnost do nominace nezařadil). Získal čtyři olympijské medaile v disciplíně 50 metrů libovolná pistole: v roce 1972 vyhrál, v letech 1984 a 1988 byl druhý a v roce 1992 třetí. Na mistrovství světa ve sportovní střelbě vyhrál soutěže ve standardní pistoli na 25 metrů v roce 1978, v libovolné pistoli na 50 metrů v roce 1982 a ve vzduchové pistoli na 10 metrů v roce 1983.
Po ukončení sportovní kariéry pracoval jako designér zbraní pro firmu Morini, navrhl také vlastní značku střeleckých brýlí, veřejně se angažuje za právo na držení střelných zbraní, vydal odbornou publikaci Sportovní střelba z pistole (česky Naše vojsko 2011). Je rovněž osobním trenérem islandského střelce Ásgeira Sigurgeirssona. Jeho manželkou byla spisovatelka Ingegärd Sundellová.